# El perfume

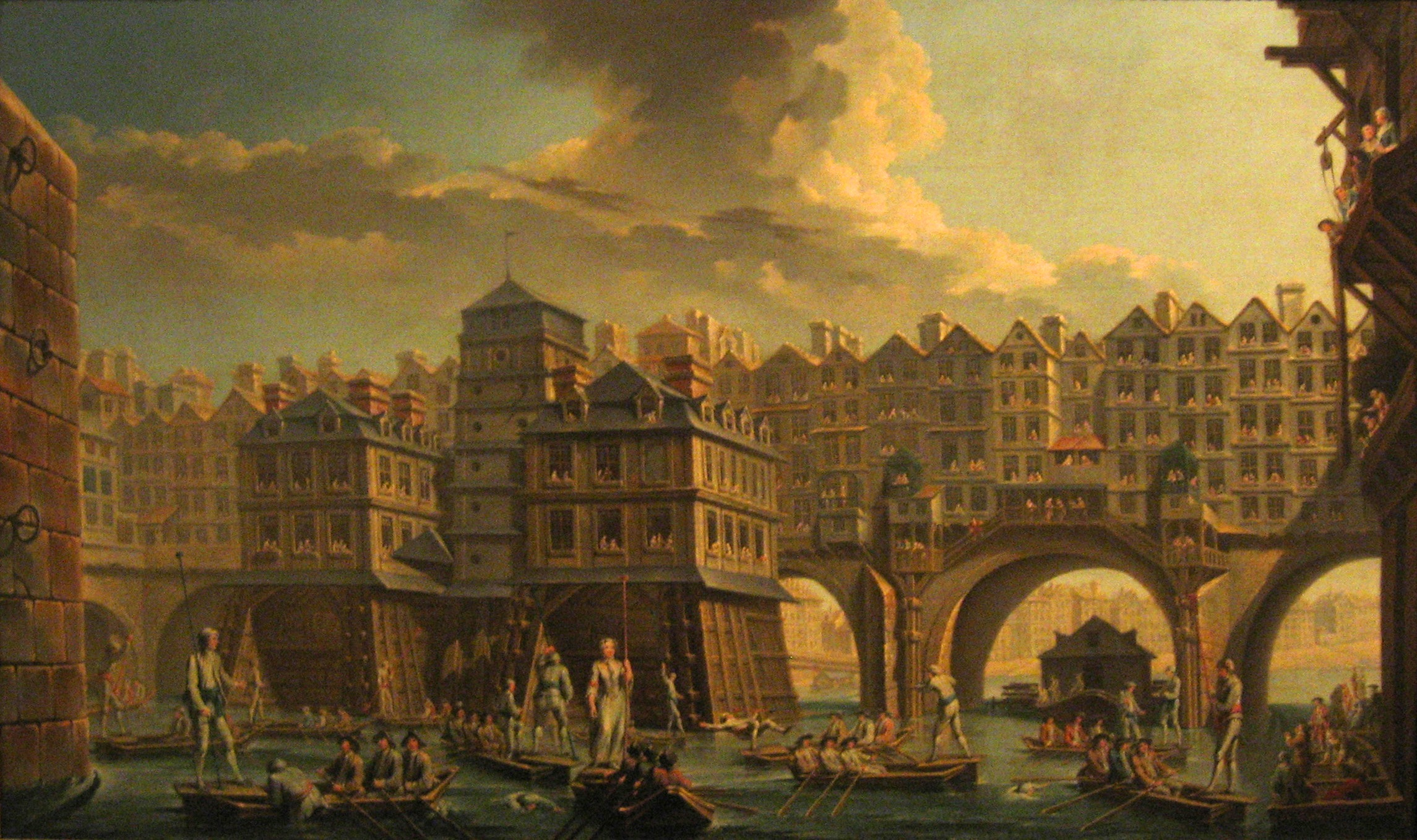
Pont au Change ("puente de intercambio"), pintura de 1756. Donde vive Giuseppe Baldini.

El perfume: historia de un asesino es la primera novela del escritor alemán Patrick Süskind, publicada en 1985 bajo el título original Das Parfum, die Geschichte eines Mörders. Inmediatamente se convirtió en un best-seller, y es la obra de la literatura alemana más traducida: a más de cuarenta lenguas en todo el mundo.
 El perfume, dividido en cuatro partes y cincuenta y un capítulos; transporta al lector a un mundo con el que no está familiarizado, "el evanescente reino de los olores", a través de su protagonista, Jean-Baptiste Grenouille (grenouille significa rana en francés).

## Argumento
Narra la vida de Jean-Baptiste Grenouille, «uno de los hombres más geniales y abominables de su época», que su autor ubica en la Francia del siglo XVIII. Desde su nacimiento, Grenouille descubre y percibe el mundo a través del sentido del olfato, que tiene más desarrollado que el resto de las personas. Estas, a su vez, en ocasiones encuentran inquietante dicha capacidad en Grenouille. Sin embargo, él carece de olor propio. Esta es la historia de cómo Grenouille pasa su vida en busca de nuevos olores, en especial del suyo propio.

### Primera parte
El 17 de julio de 1738, en el lugar más putrefacto de todo París nace Jean-Baptiste Grenouille entre los desechos de pescado del puesto que atiende su madre, una joven de unos veinticinco años que ya en cuatro ocasiones había dejado morir a sus anteriores hijos recién nacidos; ella piensa dejarlo también morir entre vísceras y desperdicios, pero el llanto del bebé delata su presencia, y su madre es detenida, juzgada y decapitada por el delito de infanticidio.
El pequeño Grenouille es rechazado por la nodriza a la que fue asignado, alegando que el niño es demasiado voraz y extraño, ya que "no huele como tienen que oler los bebés". Finalmente, por petición del padre Terrier, Madame Gaillard, mujer desprovista de olfato y emociones, lo acepta en su establecimiento para huérfanos a cambio de que el convento de Saint-Merri pague la cuota anual.
Grenouille crece odiado por los otros huérfanos quienes intentan matarlo en varias ocasiones sin éxito alguno; descubre el mundo a través de su olfato y graba perfectamente en su memoria cada olor aun desconociendo el nombre de este.
A la edad de ocho años, al no recibir más dinero para el mantenimiento de Grenouille y asustarse de su comportamiento (ya que cree que es vidente), Madame Gaillard lo vende al curtidor Grimal como trabajador por quince francos de comisión. Durante los siete años que Grenouille trabaja para Grimal como una bestia, demuestra su resistencia a la dureza del trabajo y hasta a las enfermedades mortales, como el ántrax maligno, al tiempo que su cuerpo se va llenando de cicatrices y marcas de esas enfermedades, acentuando su fealdad. Esta resistencia le proporciona un gran valor para el trabajo, y Grimal le concede con el tiempo un poco de libertad, que Grenouille aprovecha para explorar todos los olores de París.
A los quince años, en el aniversario de la ascensión del trono del rey, Grenouille percibe un aroma indescriptible y sumamente fascinante para su gusto; se abre paso entre el gentío y sigue el aroma. Llega hasta una hermosa jovencita pelirroja que prepara ciruelas; ávido de sentir el aroma que emana de ella, Grenouille acaba por estrangularla cuando ella lo descubre. Se encarga de olfatearla para absorber todo aroma existente en ella hasta dejarla completamente marchita. A partir de entonces, el objetivo de su vida es ser el perfumista más grande de todos los tiempos.
Grenouille aprovecha su gran oportunidad un día que Grimal le encarga llevar unas pieles a casa de Giuseppe Baldini, un perfumista italiano muy célebre en otros tiempos. Grenouille demuestra que es capaz de crear perfumes a partir de los aceites esenciales que tiene Baldini en su taller, no solo el perfume de moda en París, sino uno mil veces mejor. Baldini compra a Grenouille por veinte francos, para exprimir su talento todo lo posible. Durante tres años, Grenouille aprende el arte de la destilación de los aceites esenciales, aunque descubre decepcionado que no puede obtener más que las esencias de las flores. Al tercer año Grenouille parte hacia la Provenza, donde conocen más maneras de obtener aceites esenciales, con veinticinco francos que le entregó Baldini, quien muere junto a su mujer debido al derrumbamiento de su casa (muere trágicamente y sin cumplir sus sueños, al igual que toda la gente de la que Grenouille antes se había separado y que fue importante, de alguna manera, para él, como su madre, Madame Gaillard y el curtidor).

### Segunda parte

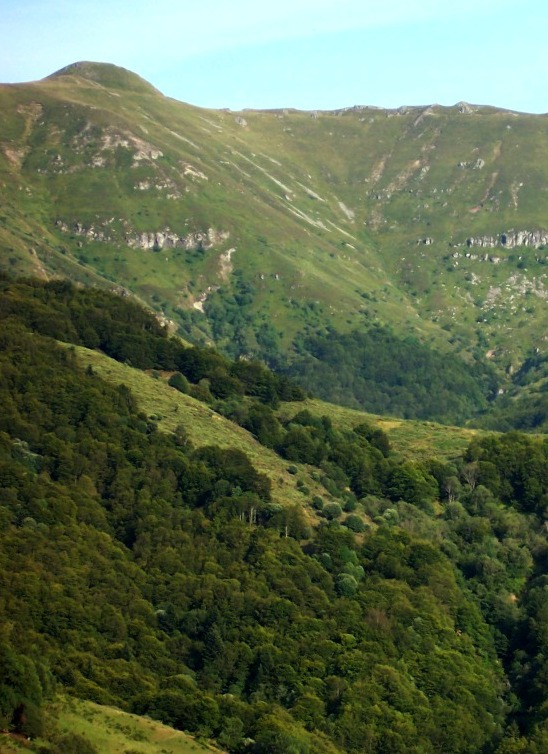
El Plomb du Cantal, en el que Grenouille pasó siete años.

Grenouille emprende el camino hacia el sur, donde espera poder aprender nuevas técnicas que le ayuden a conseguir su objetivo. Por primera vez sale de París, y descubre un mundo sin olores humanos ni producidos por la actividad humana; guiado solamente por su fino olfato, evita poblaciones, camina de noche y duerme de día, hasta llegar a las montañas. Encantado con el descubrimiento de una cueva en el Plomb du Cantal, Grenouille pasa siete años (lapso durante el cual se desarrolla la Guerra de los Siete Años, de Inglaterra contra Francia) de su vida en una cueva de esta montaña, alimentándose de lo que encuentra. Soñando todo el tiempo que vivía en “El Reino de Grenouille” el cual construyó a su antojo y cuando quedó listo se dispuso sólo a disfrutar. Así pasando los días bebiendo las fragancias que había coleccionado a lo largo de su vida, siendo la de la joven pelirroja su preferida.
El placer que le produce este mundo interior se rompe el día que se da cuenta de que él mismo no posee ningún olor propio. Después del pánico inicial, se dirige de nuevo hacia el sur. En la ciudad a la que llega excusa su aspecto actual aduciendo que ha estado siete años prisionero en una cueva, secuestrado por unos bandidos. El marqués de la Taillade-Espinasse, científico aficionado, toma a Grenouille bajo su protección, porque ve en su historia la oportunidad de demostrar su teoría del fluido letal, que según él surge de la tierra y del que Grenouille debía estar completamente contaminado. Tras un proceso de desintoxicación, lavado y afeitado en el palacio del marqués en Montpellier, Grenouille aparece como un caballero. Con el permiso del marqués, compone un perfume en un laboratorio, para simular un olor corporal propio. De esta manera, la gente se da cuenta de su presencia y es capaz de aceptarle más fácilmente que antes. Entonces decide continuar su camino hacia Grasse, una gran ciudad.

### Tercera parte
Una vez en Grasse, explorando los olores de la ciudad, descubre una fragancia que le recuerda inmediatamente a la de la muchacha pelirroja de París. Ebrio con su descubrimiento, decide esperar dos años a que la muchacha, llamada Laura Richis, florezca, tiempo que aprovecha para aprender cómo poder conservar esa fragancia.
Se emplea, bajo unas condiciones miserables, en el taller de la viuda Madame Arnulfi, dirigido por su amante Druot, el capataz. Allí aprende una nueva manera de obtener el alma olorosa de las flores, impregnándolas con grasa animal fundida, a la que más tarde se le añade alcohol y se lava para obtener el aceite esencial. A través de este procedimiento, Grenouille descubre que es posible retener el olor de los más variados objetos o seres, como el pomo de una puerta, una piedra o un cachorro (al cual mata provocándole una muerte rápida).
Un año después de su llegada a Grasse, Grenouille comienza a matar jóvenes vírgenes muy bellas, que aparecen muertas hasta en sus casas, desnudas y sin cabello, para crear la base del perfume que quiere culminar con la fragancia de Laura. Debido a los crímenes, en la ciudad se decreta el toque de queda, pero aun así siguen apareciendo hasta veinticuatro jóvenes doncellas asesinadas.
Unos meses más tarde, detienen en Grenoble a un hombre al que acusan de los crímenes de Grasse, pero Antoine Richis, padre de Laura, teme más que nunca por su hija, pues cree que ella es el móvil principal de todos los crímenes cometidos hasta entonces. Huye con ella de Grasse, pero Grenouille, guiado por el olor de Laura, les sigue y esa misma noche la mata en la posada en la que estaban durmiendo, completando su perfume más preciado.
Lo detienen varios días después en Grasse, ya que el posadero pudo dar su descripción; en la cabaña en la que vive encuentran los vestidos y cabellos de todas las muchachas muertas. Lo condenan a morir lentamente, descoyuntado por una barra de hierro que le rompería las doce articulaciones. Sin embargo, el día de la condena, impregnado de su último perfume, las diez mil personas que han ido a ver su ejecución piden el indulto y, embriagados y enloquecidos por la fragancia de amor que surge de Grenouille, acaban todos sucumbiendo en una gran orgía.
Grenouille, como muestra en sus pensamientos, se siente decepcionado, ya que el perfume hace que sea amado (incluso el propio Richis quiere adoptarlo), pero esto no es lo que él siente por la gente, sino que los aborrece. Siente que no es en el amor donde encontrará la satisfacción, sino en el odio que siente por los demás, ya que este es el único sentimiento real que ha experimentado en su vida.

### Cuarta parte
Grenouille decide volver a París, donde llega un día caluroso de verano, como fue el de su nacimiento. Por la noche se acerca al mercado donde nació, y se mezcla con la gente de ese lugar: miserables, pordioseros, prostitutas y criminales. Una vez allí, condenado a la muerte, vacía todo el contenido del perfume sobre su cabeza, provocando que una treintena de personas, creyendo estar en presencia de un ángel, enloquezcan. Gritando: "¡Es un ángel!", se lanzan sobre él, lo agarran, se aferran a él y todos intentan guardar para sí un pedazo. En el frenesí resultante terminan por devorar a Grenouille, borrándolo completamente de la faz de la tierra y vuelven a sus casas con un sentimiento de felicidad extrema, orgullosos pues se dan cuenta de que, por primera vez, han hecho algo por amor verdadero.

## Estructura
El libro se compone por cuatro partes, divididas en cincuenta y un capítulos:
- Primera parte: Capítulo 1 al 22: Corresponde a la infancia de Grenouille hasta su aprendizaje con Baldini. En ese momento deja París para viajar a Grasse. Abarca dieciocho años, desde 1738 a 1756, los que pasa completamente en París.

- Segunda parte: Capítulo 23 al 34: Grenouille se aísla en las montañas, para luego encontrarse con el marqués y retomar su viaje a Grasse. Abarca siete años, que se desarrollan principalmente en los Montes de Cantal.

- Tercera parte: Capítulo 35 al 50: Grenouille llega a Grasse, mata a las jóvenes más bellas de la ciudad, incluyendo a Laura, para poder concretar su plan del "perfume perfecto". Abarca tres años.

- Cuarta parte: Capítulo 51: Corresponde al regreso a París y muerte de Grenouille, hecho que ocurre el 25 de junio de 1767 a los veintiocho años.

## El libro

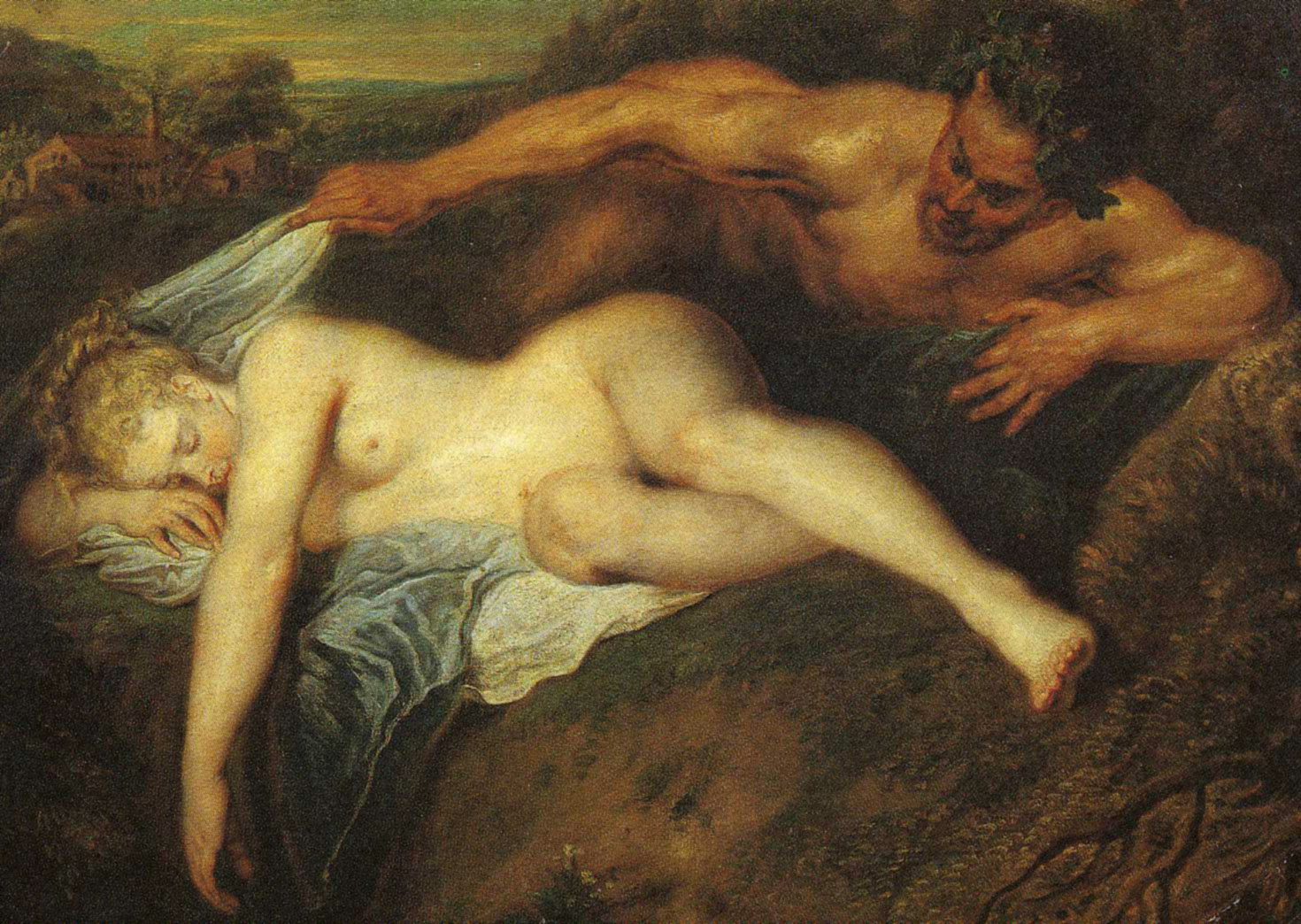
Ninfa y sátiro, también conocidos como Júpiter y Antíope, pintura de Jean-Antoine Watteau.

El perfume ha sido traducido a cuarenta y seis idiomas y ha superado los 153 millones de ejemplares vendidos. La mayoría de las ediciones muestra en la portada la misma imagen: un detalle de la pintura Júpiter y Antíope de Jean-Antoine Watteau . La axila desnuda de Antíope simboliza la seducción por medio del olor corporal. Gracias al libro, la imagen ha alcanzado en todo el mundo fama considerable. Una excepción la constituye la edición de bolsillo de los Estados Unidos, donde está prohibido representar el pezón desnudo de una mujer.